# Hirut Desta
Hirut Desta (également Ruth Desta), née le 20 avril 1930 à Jimma et morte à Londres en juillet 2014, est une princesse éthiopienne.

## Biographie
La princesse Hirut Desta est la fille de Ras Desta Damtew et de la princesse Tenagnework Haïlé Selassié et petite-fille de l'empereur Haïlé Sélassié Ier d'Éthiopie et de l'impératrice Menen Asfaw. 
L'exil de la famille impériale oblige la princesse Hirut Desta à faire ses études dans plusieurs écoles au Royaume-Uni, mais également aux États-Unis à l'université Columbia ou encore à la Sorbonne à Paris. Dès son retour en Éthiopie, elle enseigne à l'Empress Menen School (l'école de l'Impératrice Menen), une école réservée aux filles créée par sa grand-mère.
Connue pour son goût de la culture et des arts, elle participe activement à la restauration des églises de Lalibela. Elle est présidente du Comité pour la Restauration des Églises de Lalibela. Elle aide bénévolement l'historienne Rita Pankhurst à l'organisation des National Archives and Library of Ethiopia (en). Passionnée et volontaire elle est décrite par Nathaniel T. Kenney comme « la plus démocratique des princesses », qui « pouvait s'emparer de l'outil d’un ouvrier et lui montrer comment l’utiliser ».

### Vie privée
Elle est veuve du général Nega Tegegn, qui était gouverneur des provinces de Begemder et de Semien et n'aura pas de descendance.

### Fin de vie
La princesse Hirut Desta est emprisonnée par le Gouvernement militaire provisoire de l'Éthiopie socialiste de 1974 à 1988. En 2014, elle meurt à Londres à l'âge de 84 ans et ses funérailles ont lieu à la Cathédrale de la Sainte-Trinité d'Addis-Abeba.

## Distinctions
- Dame Grand Cordon de l'Ordre de la reine de Saba .
- Médaille du couronnement impérial (1930).
- Médaille du jubilé (1955).
- Médaille du jubilé (1966).